# 57-ма гвардійська мотострілецька дивізія (СРСР)
57-ма гвардійська мотострілецька дивізія (57 гв. МСД, в/ч 38860) — військове з'єднання у складі Радянської армії, яке існувало у 1945—1993 роках. Дислокувалося у НДР.
Після розпаду СРСР у 1992 році дивізія увійшла до складу Збройних сил РФ. Розформована у 1993 році.

## Історія
Після закінчення Другої світової війни 57-ма гвардійська стрілецька дивізія увійшла до складу Групи Радянських окупаційних військ в Німеччині (ГСОВГ → ГСВГ → ЗГВ). Штаб дивізії розташовувався в місті Наумбург, в/ч пп 38860, позивний — Мізинець. Частини дивізії дислокувалися також в містах Вайсенфельс, Шенау (Лейпциг), Цайц, і Рудольштадт.
До 1947 року дивізія перебувала в складі 4-го гвардійського стрілецького Бранденбурзького Червонопрапорного корпусу. У 1947 році після його розформування була передана до складу 29-го гвардійського стрілецького Лодзинського Червонопрапорного корпусу. Перебувала у складі корпусу до його розформування у кінці 50-х років.
При модернізації Збройних Сил СРСР і утворення в кінці 1950-х років мотострілецьких військ, 57-ма гвардійська стрілецька дивізія була переформована з стрілецької в мотострілецьку згідно з директивою від 29 квітня 1957 року зі збереженням колишнього номера і нагород з'єднання, а всі її стрілецькі полки стали мотострілецькими.
Дивізія за весь післявоєнний час не змінила номери і підпорядкованість, входячи до складу 8-ї гвардійської армії в Німеччині. З її полків в грудні 1963 року вибув лише 172-й гвардійський механізований полк (до складу 79-ї гвардійської танкової дивізії), а прибув 241-й гвардійський механізований з 20-ї гвардійської мотострілецької дивізії.

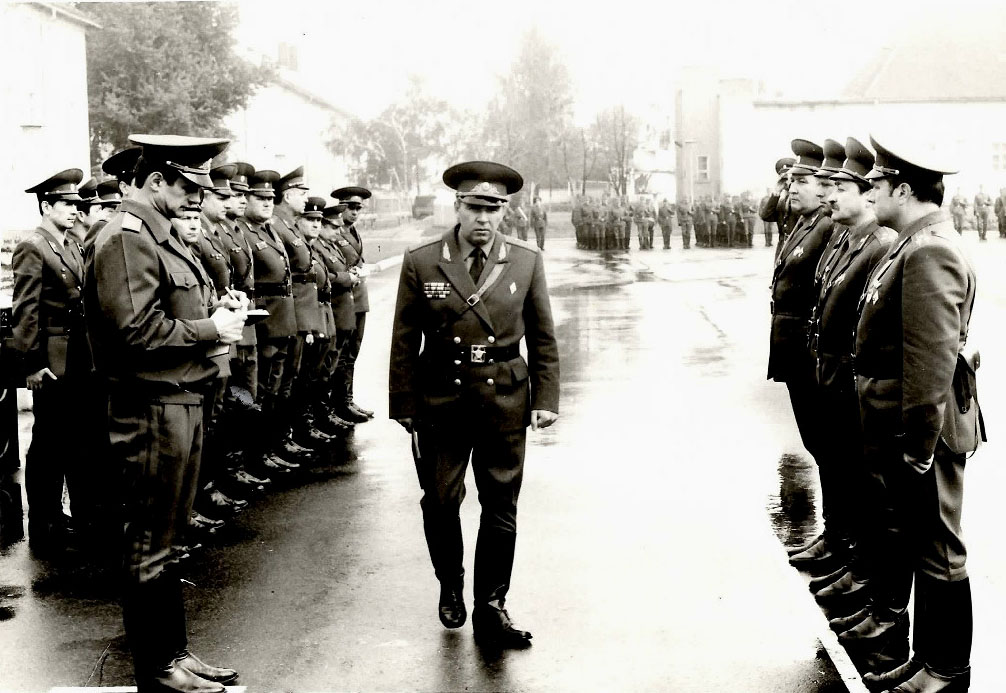
Один з останніх оглядів в Німеччині 57-ї гвардійської мотострілецької дивізії. 1992

Після об'єднання Німеччини в 1990 році, з підписанням 12 вересня 1990 р. міністрами закордонних справ ФРН, НДР, СРСР, США, Франції та Великої Британії «Договору про остаточне врегулювання щодо Німеччини», перебування радянських військ на території об'єднаної Німеччини — ФРН стало визначатися як тимчасове, а планомірний висновок повинен бути здійснений по 1994 рік включно, 57-ма гвардійська стрілецька дивізія була виведена з території Німеччини в 1992 році.
Після розпаду СРСР у 1992 році дивізія увійшла до складу Збройних сил РФ.
У квітні 1993 року виведена в Челябінськ і перепідпорядкована Уральському військовому округу.
Розформована у червні 1993 року.

## Структура

### 1990
- Управління дивізії — Наумбург, вч пп 38860 позивний — Мізинець .
- 170-й гвардійський механізований Демблінско-Берлінський Червонопрапорний, ордена Суворова полк (Наумбурга), вч пп 83105 позивний — Веселящий
- 174-й гвардійський механізований Померанський Червонопрапорний, орденів Суворова і Кутузова полк (Вайсенфельс) вч пп 83110, позивний — Пересівши
- 241-й гвардійський механізований Лодзинський ордена Леніна, Червонопрапорний, орденів Суворова і Богдана Хмельницького полк (Шенау) вч пп 60370, позивний — Гать
- 51-й гвардійський танковий Фастівський Червонопрапорний, орденів Суворова, Кутузова і Богдана Хмельницького полк (Цайц) вч пп 60882, позивний — Оглядач
- 128-й гвардійський самохідний артилерійський Демблінско-Померанський Червонопрапорний, ордена Кутузова полк (Цайц) вч пп 83102, позивний — Омір
- 901-й зенітний ракетний полк (Наумбурга) вч пп 83085, позивний — Маршовий
- 29-й окремий танковий батальйон (Рудольштадт), вч пп 42248
- 491-й окремий протитанковий дивізіон (Наумбурга) вч пп 04348
- 113-й окремий розвідувальний батальйон (Рудольштадт) вч пп 60544
- 89-й окремий батальйон зв'язку (Наумбурга) вч пп 83113, позивний — Паксан
- 67-й окремий інженерно-саперний батальйон (Наумбурга) вч пп 83106, позивной- Дейтрін
- 229-та окрема рота хімзахисту (Наумбурга) вч пп 17448, позивний — Іскра
- 1129-й окремий батальйон матеріального забезпечення (Наумбурга) вч пп 17051
- 51-й окремий ремонтно-відновлювальний батальйон (Наумбурга) вч пп 19646, позивной- Істощітель
- 75-й окремий медико-санітарний батальйон (Наумбурга) вч пп 38837.[2]
- Окрема гелікоптерна ескадрилья (Мерзебург)

## Командування
- Герасименко Степан Іванович (24.01.1946 — 25.04.1946), гвардії полковник
- Веденін Андрій Якович (25.04.1947 — травень 1949), гвардії генерал-майор
- Белоногов Василь Андрійович (травень 1949 — 11.01.1951), гвардії генерал-майор
- Шульга Василь Павлович (11.01.1951 — 23.11.1951), гвардії генерал-майор
- Марченко Юхим Тимофійович (23.11.1951 — 29.12.1954), гвардії полковник, з 3.08.1953 гвардії генерал-майор
- Новоженін Павло Степанович (17.01.1955 — 29.10.1956), гвардії полковник
- Петров Анатолій Васильович (29.10.1956 — 17.09.1958), гвардії полковник
- Говоров Володимир Леонідович (17.09.1958 — червень 1961), гвардії полковник, з 6.05.1961 гвардії генерал-майор
- Нікітан Олександр Дмитрович (01.08.1961 — 27.04.1965), гвардії полковник, з 27.04.1962 гвардії генерал-майор
- Свиридов Іван Васильович (27.04.1965 — 22.11.1966), гвардії полковник, з 7.05.1966 гвардії генерал-майор
- Котельников Євген Васильович (22.11.1966 — 04.09.1968), гвардії полковник, з 25.10.1967 гвардії генерал-майор
- Шішікін Борис Павлович (12.11.1968 — липень 1972), гвардії генерал-майор
- Волхонський Іван Петрович (липень 1972 — 19.08.1974), гвардії генерал-майор
- Корнєєв Станіслав Михайлович (19.08.1974 — 1977), гвардії полковник, з 13.02.1976 гвардії генерал-майор.
- Дмитрієв (1977—1979), гвардії полковник, гвардії генерал-майор.